# Goggeleswehr

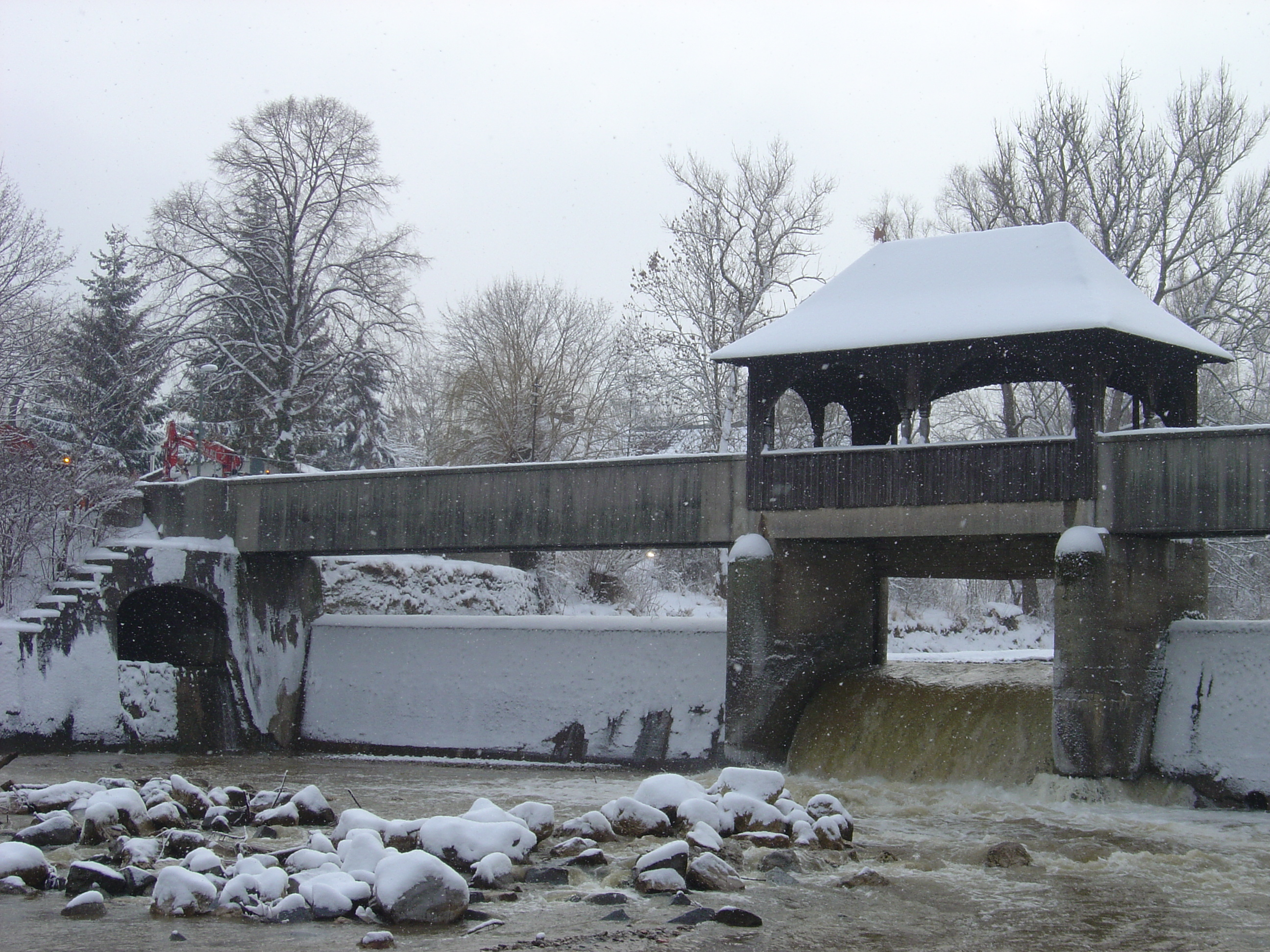
Das ehemalige Goggeleswehr und darüber die ehemalige Goggelesbrücke mit ihrem überdachten Holzaufbau aus dem Jahr 1921 von der Unterwasserseite gesehen (2005)

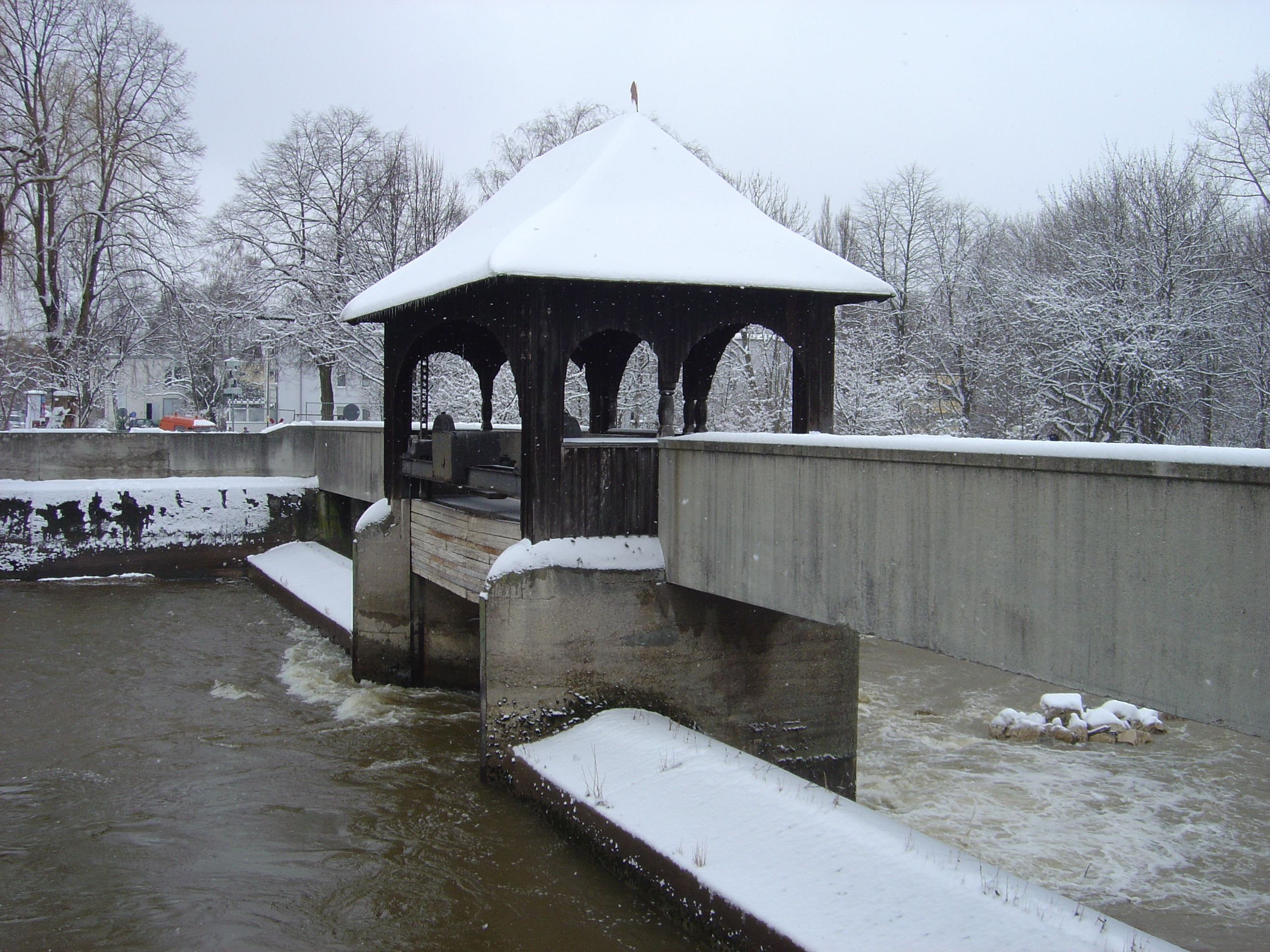
Das ehemalige Bauwerk von der Oberwasserseite gesehen (2005)

Das Goggeleswehr war ein Wehr in der Wertach bei Augsburg. Es war mit einer Brücke überbaut, der Goggelesbrücke. Das Dach des Schleusenhäuschens wurde von einem Wetterhahn aus Blech geziert, der dem Wehr und der Brücke ihren Namen gab (auf Schwäbisch heißt Goggele so viel wie „Hähnchen“ oder „Hahn“). Die Goggelesbrücke, die für Fußgänger und Radfahrer die Hessenbachstraße mit der Holzbachstraße verband, war ein Teil von Augsburgs historischer Wasserwirtschaft und ein Wahrzeichen der Gemeinde Pfersee vor den Toren Augsburgs.
Das Wehr wurde vom späten 16. bis zum frühen 20. Jahrhundert zum Betrieb des Wertach-Ablasses genutzt, der Ausleitung von Flusswasser in einen Bachlauf bzw. Kanal im Nordwesten von Augsburg. Das Wehr bestand bis zum Jahr 2005. Es wurde bei einem Hochwasser beschädigt und anschließend abgebrochen, nachdem es seinen ursprünglichen Zweck durch andere Gewässermaßnahmen bereits 85 Jahre zuvor verloren hatte.

## Geschichte

### Ursprung des Wehrs

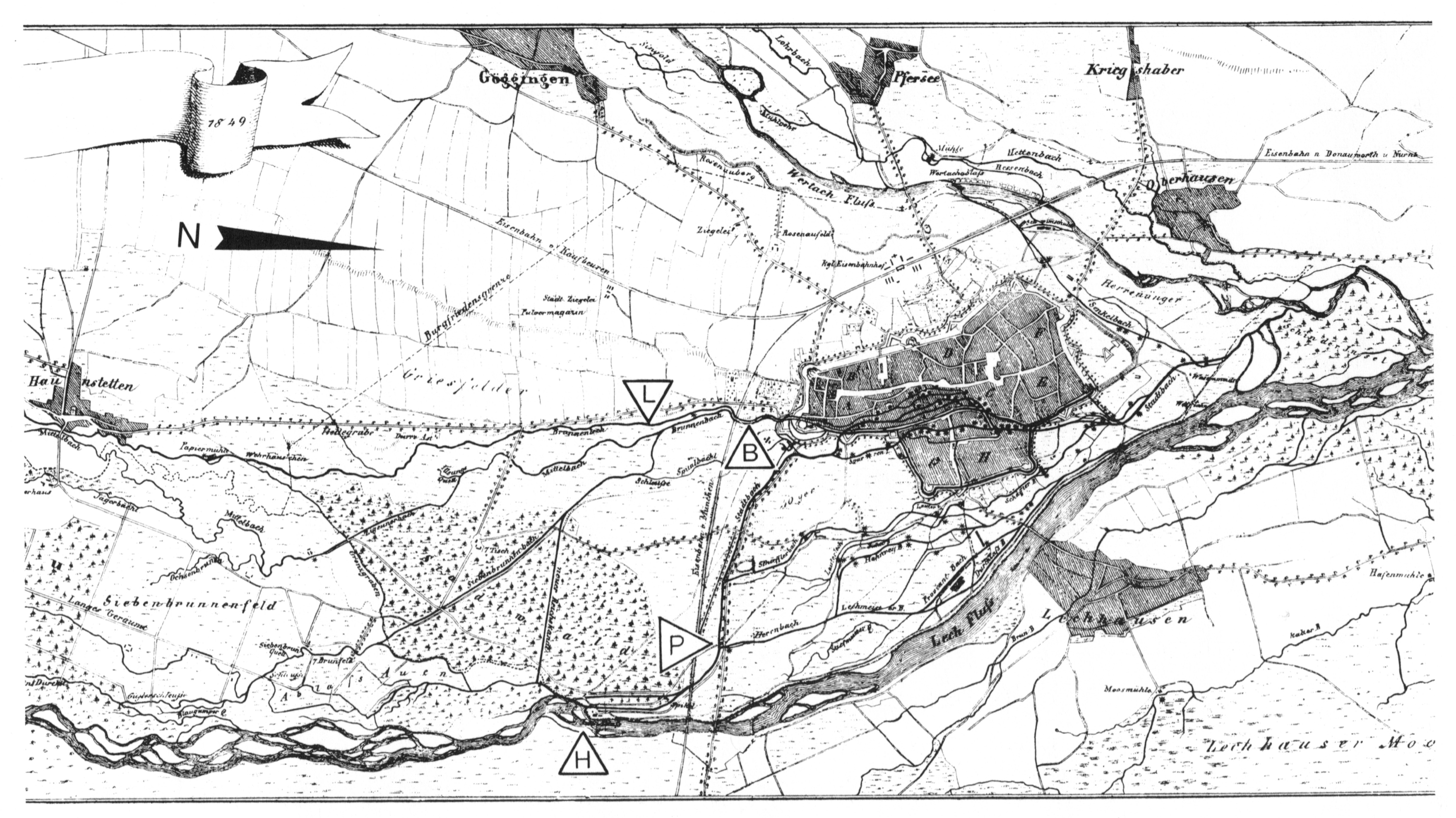
Auf dieser hydrographischen Karte aus dem Jahr 1849 (Westen ist oben; zum Vergrößern bitte mehrmals auf das Bild klicken), ist das Goggeleswehr mit Wertachablaſs bezeichnet.

Im Mittelalter floss die Singold noch zwischen der Wertach und der Stadt Augsburg bis in das Gebiet der Wolfzahnau hinein. Jedoch gab es im Jahr 1588 ein starkes Wertachhochwasser, bei dem die Singold auf der Höhe von Göggingen in die Wertach ausbrach. Dadurch fiel ihr alter Unterlauf trocken und die zahlreichen Mühlen dort hatten kein Wasser mehr. Deshalb verschaffte man dem ehemaligen Singold-Unterlauf, dem heutigen Kanal Senkelbach, mit einem 1589 neu gegrabenen Anstich von der Wertach her, dem Holzbach, wieder Durchfluss. An dieser Stelle wurde die Wertach mit dem Goggeleswehr aufgestaut, um den Holzbach und Senkelbach ganzjährig gleichmäßig mit Wasser zu versorgen.
Durch das jahrhundertelang genutzte Wehr grub sich die Wertach auf der Luftseite Richtung Oberhausen zunehmend tiefer ein, so dass das Wehr zuletzt eine Höhe von 5 Metern überbrückte und einen eindrucksvollen Wasserfall erzeugte.

### Anlage des Wertachkanals
Im Jahr 1920/1921 änderte sich die gewässertechnische Situation: zur Energieversorgung der Augsburger Straßenbahn wurde der bereits 1884 bei Göggingen errichtete Fabrikkanal verlängert und der Wertachkanal angelegt, der auf der Höhe von Pfersee, aber auf der östlichen (Augsburger) Seite, parallel zur Wertach verläuft, dort das Wertach-Kraftwerk betreibt und seither den Großteil des Wertachwassers in diesem Abschnitt in sich führt. Seither wird der Holzbach nicht mehr direkt von der Wertach, sondern über den Wertachkanal mit Wasser versorgt. Der Überschuss des Wertachkanals, der nicht für den Holz- und Senkelbach benötigt wird, wird unterhalb des Goggeleswehrs in die Wertach zurückgeleitet. Das Bett der Wertach führt durch die Ableitung in die Kanäle deutlich weniger Wasser, schwillt dafür aber bei Hochwasser umso merklicher an. Das Goggeleswehr blieb trotz der veränderten Situation als Wehr erhalten und erhielt 1921 seinen hölzernen Aufbau.

### Beliebtes Fotomotiv
1959 wurde ein Stück weiter nördlich die vierstreifige Ackermann-Brücke über die Wertach gebaut, welche Teil der Bürgermeister-Ackermann-Straße, einer vielbefahrenen Ausfallstraße nach Westen ist. Die Ackermann-Brücke bot einen hervorragenden Blick auf die Unterwasserseite des 48 Meter breiten, insbesondere bei Hochwasser mächtig rauschenden Wehr-Wasserfalls in der Wertach. Mit seiner fotogenen Brücke, die von Fußgängern und Radfahrern genutzt wurde, und dem heute noch vorhandenen Lokal „Fischerstuben“ am oberwasserseitigen Wertachufer bildete das Goggeleswehr ein romantisches Ensemble.

### Geplanter Abbruch und Zerstörung des Wehrs
Im Rahmen des Projekts Wertach Vital wurde langfristig geplant, das Goggeleswehr durch eine Rampe zu ersetzen, die die Tiefenerosion im Flussbett einschränken und zugleich ermöglichen soll, dass Fische auch gegen den Strom schwimmen können. Zudem befürchtete man, dass die beiden Stützpfeiler bei Hochwasser den Abfluss von Treibgut behindern könnten. 2004 beschloss daher der Stadtrat den umstrittenen Abbruch des Wehrs und einen Ersatzbau für 1,2 Millionen Euro im Jahr 2006. Unerwartet führte ein Hochwasser der Wertach im Februar 2005 zu einer schnelleren Umsetzung des Abbruchplans. Es unterspülte das Goggeleswehr, so dass das beschädigte Wehr in Eile abgebaut werden musste, um zu verhindern, dass es fortgerissen wird und dabei die Ackermann-Brücke beschädigt. Dabei konnte der aus dem Jahr 1921 stammende Holzaufbau der Goggelesbrücke gerettet werden.

## Situation heute

### Am ehemaligen Wehr

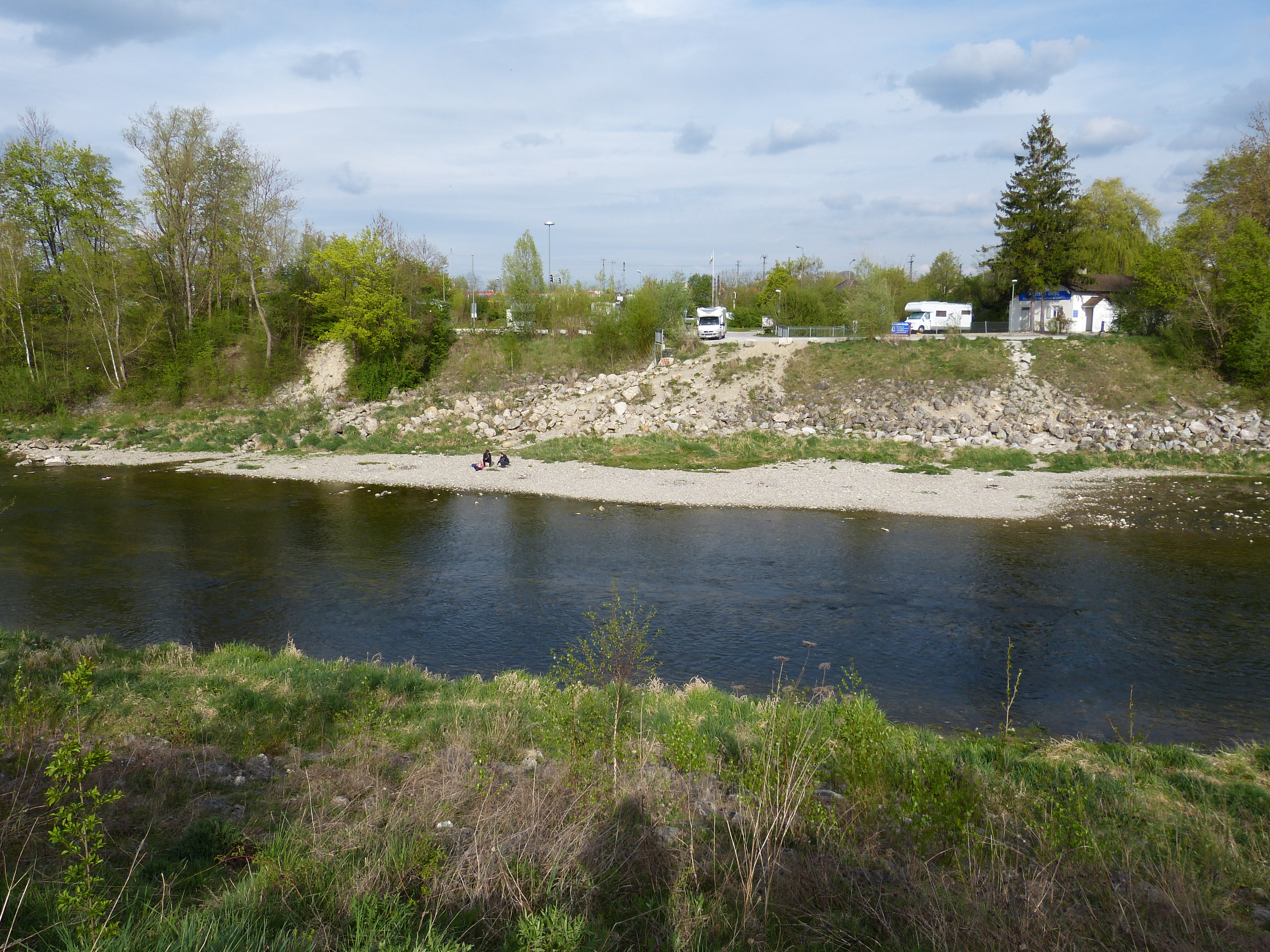
Die Wertach an der ehemaligen Goggelesbrücke (2014)

An der Stelle des Wehrs wurde zunächst eine provisorische Steinschüttung und Ende 2006 eine rund 300 Meter lange Riegelrampe aus großen Flussbausteinen mit einer Fischtreppe errichtet. An der Holzbachstraße, dem Beginn der ehemaligen Goggelesbrücke, befindet sich jetzt ein Wohnmobilstellplatz. Ein neuer Steg für den Fuß- und Radverkehr an der Stelle der ehemaligen Goggelesbrücke wurde zwar 2009 als Plan entworfen, seine Realisierung ist aber offen. Die baufällig gewordene Ackermann-Brücke wurde ab Dezember 2015 abgebrochen und durch einen Neubau ersetzt. Sie bekam an beiden Uferwegen langgezogene Rampen, sodass dem Fuß- und Radverkehr die Wertachquerung unweit der ehemaligen Goggelesbrücke ermöglicht wird.

### Der Pavillon im Zoo

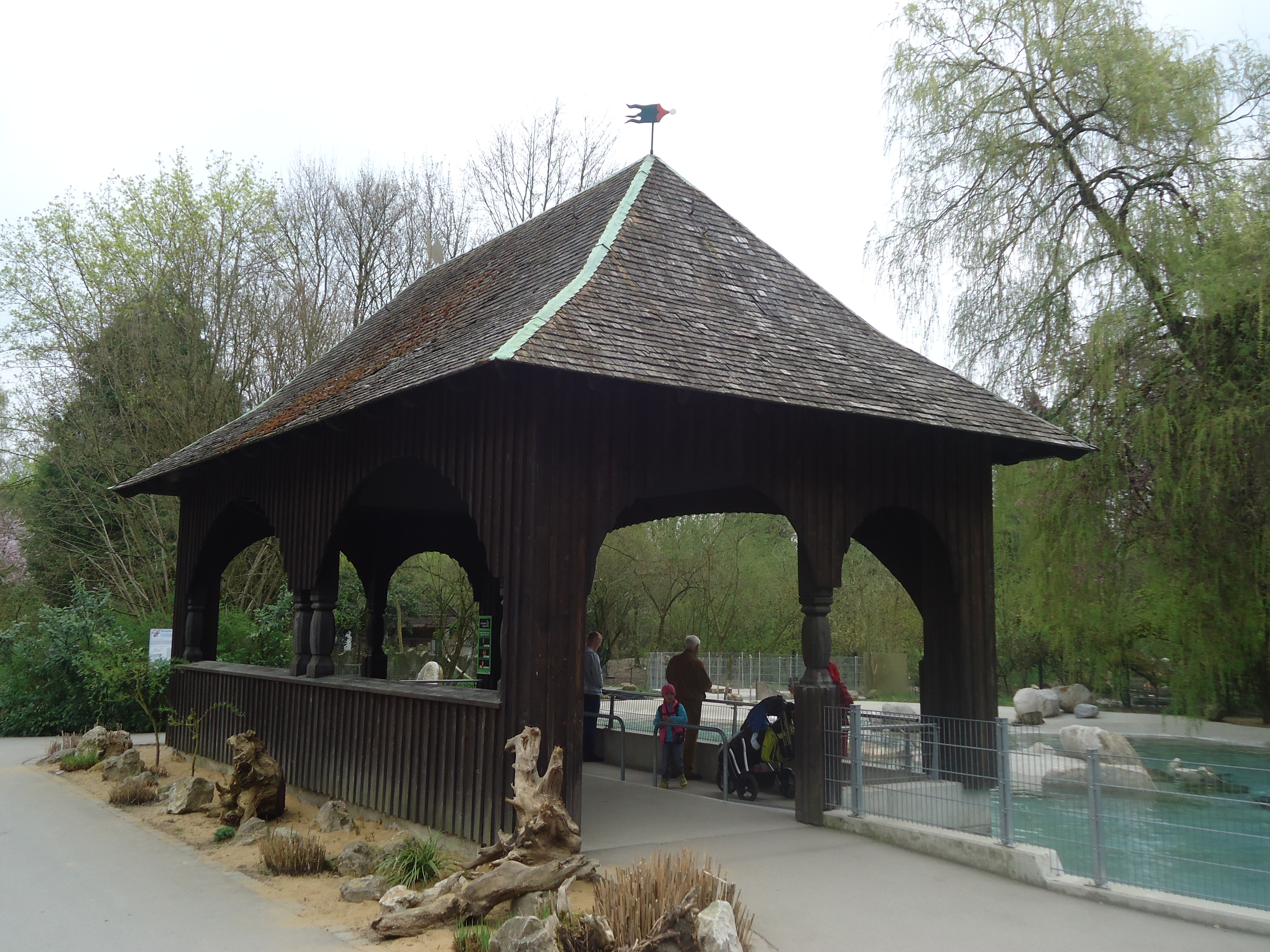
Der gerettete Pavillon der Goggelesbrücke im Augsburger Zoo (2014)

Der vor den Fluten gerettete pavillonartige Holzaufbau der Goggelesbrücke befindet sich heute im Augsburger Zoo am Seehundebecken.